# Lissopimpla albopicta
Lissopimpla albopicta är en stekelart som först beskrevs av Walker 1860.  Lissopimpla albopicta ingår i släktet Lissopimpla och familjen brokparasitsteklar. Utöver nominatformen finns också underarten L. a. concolor.